# D.O.A. (groupe)
Pour les articles homonymes, voir DOA.
D.O.A. est un groupe de punk hardcore canadien, originaire de Vancouver, en Colombie-Britannique. Ils sont souvent considérés comme faisant partie des fondateurs du hardcore, avec Black Flag, les Bad Brains et Minor Threat. Leur second album, Hardcore '81, est considéré par beaucoup comme la première inspiration de la seconde génération des groupes punks américains, d'où l’appellation « punk hardcore » pour cette seconde vague. Le membre fondateur et chanteur, Joey « Shithead » Keithley, est le seul rescapé des différentes formations de D.O.A. au cours des années. Randy Rampage, le bassiste originel, a malgré tout fait partie du groupe ces dernières années[Quand ?], jouant notamment sur les trois derniers albums, même s'il ne fait plus partie de la formation actuelle[Quand ?]. D.O.A. compte plusieurs disques sur le label de Jello Biafra, Alternative Tentacles Records, ainsi qu'un album avec Jello Biafra en personne, intitulé Last Scream of the Missing Neighbors.
D.O.A. a toujours maintenu une position politique « de gauche » et anarchiste, sans faire de compromis. Le groupe est connu pour ses prises de position politiques franches et possède une vieille tradition de jouer en soutien de différentes causes. Leur slogan est « La parole sans l'action ne vaut rien ». Le groupe s'est aussi impliqué dans des domaines comme l'antiracisme, l'alter-mondialisation, la liberté d'expression et la défense de l'environnement. Joe Keithley passe dorénavant la plupart de son temps à travailler au sein de son label Sudden Death records, qui s'intéresse à des genres de musique assez différents.

## Biographie

### Débuts (1978)
D.O.A. est issu des Skulls, un groupe punk rock de Vancouver qui comprenait les futurs membres de D.O.A. que sont Joey « Shithead » Keithley, Brian « Wimpy Roy » Goble, et Ken « Dimwit » Montgomery.
À la séparation des Skulls, Joey « Shithead » (guitare et chant) forme D.O.A. avec comme batteur Chuck Biscuits (frère de Dimwit) et Randy Rampage à la basse et au chant. Le groupe sort quelques 45 tours et EP sur le label Sudden Death appartenant à Shithead, en tournant en Amérique du Nord, avec quelques accrochages violents avec les spectateurs et les forces de l'ordre. Leur son d'alors était très basique, une sorte de punk rock mélodique brut de décoffrage, possédant de nombreux points communs avec les premiers groupes punks comme les Sex Pistols ainsi que les premiers albums des Clash et des Ramones.

### Hardcore 81(1979–1989)
À la fin de 1979, ils sont rejoints par un second guitariste, Dave Gregg, et sortir leur premier album Something Better Change sur Friends Records. Il est très rapidement suivi par l'album Hardcore '81, qui est souvent désigné comme l'album fondateur du mouvement hardcore. Le style musical, quant à lui, devient plus rapide, plus puissant, et aussi plus dynamique, tel un modèle à suivre pour le mouvement hardcore qui démarrait tout juste.
Randy Rampage quitte le groupe le 1er janvier 1982 pour être remplacé à la basse par l'ancien batteur des Skulls, Dimwit. Après une rapide tournée en Californie, Chuck Biscuits quitte le groupe pour rejoindre Black Flag. Dimwit retourne à la batterie pour laisser la place de bassiste et de second chanteur à l'ancien chanteur des Subhumans, faisant ainsi de Keithley le seul membre restant de la formation originelle. Cette formation durera jusqu'en 1983, et sera reconstituée en 1985-1986 pour produire un bon nombre de disques marquants, en particulier le maxi War on 45 (réédité ensuite sous la forme d'un album complet). War on 45 voit le groupe élargir son spectre musical avec des touches funk et reggae, tout en accentuant son discours anticapitaliste et pacifiste. 
Les albums Let's Wreck the Party (1985) et True (North) Strong and Free verront le groupe devenir plus consensuel en termes de son, avec une production presque hard rock, tout en conservant ses propos politiques. Toutefois les changements de formation se poursuivirent après  Let's Wreck the Party quand Dimwit est remplacé par Kerr Belliveau. Celui-ci ne reste que trois semaines dans le groupe mais a le temps d'enregistrer le 45 tours Expo Hurts Everyone ainsi que deux chansons pour True (North) strong and free avant d'être remplacé par Jon Card de Personality Crisis. Dave Gregg quitta D.O.A. en 1988, juste après que Ken Lester, le manager de DOA dont il était très proche, est renvoyé. Le groupe dut recruter Chris Prohom des Dayglo Abortions en remplacement.

### Première séparation et retour (1990–2002)
Murder, sorti en 1990, est quasiment un album de thrash metal, s'éloignant nettement des productions punks antérieures. La même année voit aussi la sortie d'un album en collaboration avec le chanteur des Dead Kennedys, Jello Biafra, intitulé Last Scream of the Missing Neighbors. En aout 1990, Joey décide de dissoudre le groupe, mais sur l'insistance du promoteur Dirk Dirksen, ils font une tournée d'adieux sur la côte ouest, jouant leur dernier concert le 1er décembre 1990 au Commodore, à Vancouver. En 1991, ils sortent un album posthume intitulé Talk Minus Action = 0 tandis que Joey s'essaye au métier d'acteur.
Cependant, dix-neuf mois à peine après leur séparation, Joey Shithead et Wimpy Roy reforment D.O.A. à l'été 1992. Un de leurs collègues vétéran du punk rock, John Wright de Nomeansno, leur suggère de prendre Ken Jensen de Red Tide comme batteur, ce qu'ils firent aussitôt. Cette nouvelle formation sort un EP et deux albums au début des années 1990, 13 Flavours of Doom et Loggerheads. Ces deux albums voient le groupe abandonner le son hard rock des années 1980 pour retourner au punk rock. Ces albums ont été produits par Wright, qui joua en outre des claviers sur ceux-ci. Ford Pier rejoint ensuite le groupe en tant que guitariste et chanteur.
Le batteur Ken Jensen décède dans un tragique incendie domestique en 1995. L'EP Ken Jensen Memorial Single, sorti sur Alternative Tentacles Records, incluant deux chansons de D.O.A. et de Red Tide. Avec comme nouveau batteur John Wright, commence l'enregistrement du neuvième album, The Black Spot. Cet album est composé de chansons plus simples dans le plus pur style des productions punk de la fin des années 1970, début 1980. 
La fin des années 1990 assiste au départ de Wimpy Roy après plus de dix ans et demi de bon et loyaux services. Keithley essaye plusieurs bassistes et batteurs, durant l'enregistrement de Festival of Atheists, un retour au punk rock hardcore basique. Ensuite, début 2000, le groupe se trouve un batteur permanent en la personne de great Baldini. En 2002, Keithley sorti son premier album solo, Beat Trash, puis le bassiste original Randy Rampage revint au bercail plus de vingt ans après son départ pour l'album Win the Battle. Cependant, cette réconciliation ne dura que peu de temps, Rampage quittant le groupe dès la fin des enregistrements pour être remplacé par Dan Yaremko.
The Lost Tapes va être la première sortie du label Sudden Death, appartenant Keithley et ressuscité pour l'occasion, suivi par Festival of Atheists. Durant cette période, Keithley supervise la réédition des anciens albums de D.O.A. sur son label, la plupart étant indisponibles depuis des années.

### Dernières années et seconde pause (2003–2013)
En 2003, Larry Campbell, maire de Vancouver, proclame le 21 décembre « jour de DOA », en hommage au 25e anniversaire du groupe. La même année le groupe ressort une anthologie, l'album War and Peace. Puis en 2004 sort l'album aux sonorités ska, Live Free or Die. Randy Rampage revient au sein du groupe en 2006 pour la troisième fois.
Cette formation resta stable jusqu'en 2008, quand The Great Baldini quitta le groupe pour être remplacé par le batteur James Hayden. Cette même année, le producteur des disques de Metallica, Bob Rock, est pressenti pour produire l'album du 30e anniversaire de D.O.A. James Hayden quitta le groupe avant le début de l'enregistrement et fut remplacé par Floor Tom Jones en septembre 2008. D.O.A. sort donc Northern Avenger et démarra dans la foulée sa tournée pour son 30e anniversaire. Au début de celle-ci, Dave Yaremko remplace à nouveau Randy Rampage. D.O.A. donnera plusieurs concerts durant l'été 2009 dans le cadre de la tournée Vans Warped Tour. Le 1er mai 2010, DOA sort son quatorzième album, le second à s'appeler Talk Minus Action = Zero. Le batteur Jesse Pinner du groupe Raised by Apes prend la place de Floor Tom Jones au début de la tournée canadienne d'août 2010, Floor Tom Jones n'ayant pu obtenir de congés de la part de son employeur, la Poste canadienne.
En 2012, Joe annonce sa candidature à l'élection provinciale canadienne. D.O.A. annonce alors une pause à durée indéterminée, et joue une dernière fois en janvier 2013.

### Second retour (depuis 2014)
Le 22 septembre 2014, Keithley annonce officiellement le retour du groupe avec Paddy Duddy à la batterie, et Mike « Maggot » Hodsall à la basse, ainsi qu'une tournée canadienne en octobre pour l'album live, Welcome to Chinatown. En avril 2016, le groupe publie une nouvelle version de Fucked Up Ronnie', intitulée Fucked Up Donald (en référence à Donald Trump) en single.

## Discographie

### Albums studio
- 1979 : Triumph of the Ignoroids (Ep)
- 1980 : Something Better Change
- 1981 : Hardcore '81
- 1982 : War on 45
- 1984 : Bloodied But Unbowed
- 1985 : Let's Wreck the Party
- 1985 : The Dawning of a New Error
- 1987 : True (North) Strong and Free
- 1990 : Murder (1990)
- 1990 : Last Scream of the Missing Neighbors
- 1991 : Talk Minus Action Equals Zero
- 1991 : Greatest Shits
- 1992 : 13 Flavours of Doom
- 1993 : Moose Droppings
- 1993 : Loggerheads
- 1995 : The Black Spot
- 1998 :  The Lost Tapes
- 1998 : Festival of Atheists
- 2002 : Beat Trash (projet solo de Joey « Shithead » Keithley)
- 2002 : Win the Battle
- 2003 : War and Peace
- 2003 : King of Punk, Hockey and Beer
- 2004 : Live Free or Die'
- 2008 : NortThern Avengers
- 2010 : Talk - Action = 0
- 2012 : We Come in Peace
- 2012 : Farewell to Arms
- 2013 : Welcome to Chinatown (live)
- 2015 : Hard Rain Falling
- 2018 : Fight Back
- 2020 : Treason

### Simples et EP
- Disco Sucks
- The Prisoner
- World War Three
- Triumph of the Ignoroids
- White Noise Tour (bootleg)
- Positively D.O.A.
- Right To Be Wild
- General Strike
- Don't Turn Yer Back
- Expo Hurts Everyone
- It's Not Unusual
- The Only Thing Green
- Ken Jensen Memorial Single
- Sex, Drugs and Rock and Roll
- Split w/d.b.s.
- Nervous Breakdown
- Beat 'Em, Bust 'Em
- Just Play It Over and Over
- Are U Ready (avec Thor)

### Vidéos
- Best of Flipside
- Live at the Assassination Club (1984)
- Warrior (1986)
- The End
- Greatest Shits Video

### Compilations
- Vancouver Complication
- Let them Eat Jellybeans !
- Rat Music for Rat People
- Something to Believe In
- Terminal City Ricochet (bande-son)
- More Than a State of Mind
- Last Call
- Short Music for Short People
- Return of the Read Menace
- You Call this Music?! Volume 1
- Smells Like Bleach: A Punk Tribute to Nirvana
- Rock Against Bush
- Canucks Punk Rock